# Gymnopraia lapislazula
Gymnopraia lapislazula is een hydroïdpoliep uit de familie Prayidae. De poliep komt uit het geslacht Gymnopraia. Gymnopraia lapislazula werd in 2005 voor het eerst wetenschappelijk beschreven door Haddock, Dunn & Pugh. 